# قندلفت (رتبة كنسية)
قندلفت أو الجُلازيّ (بالإنجليزية: Sexton)‏ (الجمع: قندلفتية) رتبة كنسية منوط بحاملها صيانة مبانيها والمقابر التابعة لها، وأيضاً تعمير القناديل(1) وملء درج البخور. في الكنائس الأصغر، غالباً ما يتم دمج مهامه مع مهام حامل الغصن (العصا) (بالإنجليزية: Verger)‏. في الكنائس الأكبر، مثل الكاتدرائيات، يمكن توظيف فريق من القندلفتية.
تاريخياً في أمريكا الشمالية والمملكة المتحدة كان «القندلفت» في بعض الأحيان هو مسؤول البلدة الصغيرة والمشرف على مقبرة البلدة. في المملكة المتحدة، لا يزال نفس الوضع قائماً، وعادة ما يتم توظيف القندلفت من قبل البلدة/الرعية أو المجلس المحلي.

## أصل الاسم

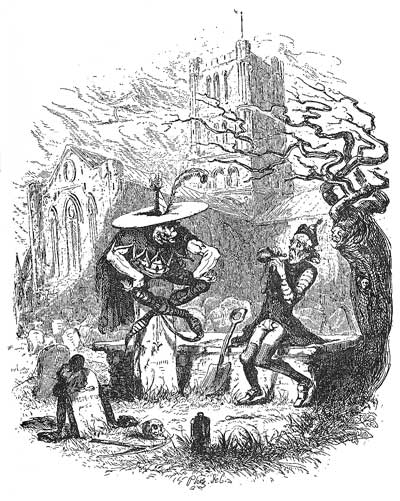
لوحة توضيحية من رسم هابلوت نايت براون: "غوبلن وقندلفت" (نشر في أوراق بيكويك، عام 1837)

كلمتا "sexton" و " sacristan " مشتقتان من الكلمة اللاتينية في العصور الوسطى Sacristanus والتي تعني «الوصي على الأشياء المقدسة». يمثل "Sexton" التطور الشعبي للكلمة عبر الفرنسية القديمة "Segrestein".
وفي تكملة المعاجم العربية: «قَنْدلفْت (باليونانية قندلفتوس) وهي كلمة هجينة مؤلفة من لغتين(2) من الكلمة اللاتينية candela ومن الكلمة اليونانية انثا: بمعنى أشعل. فيكون معنى قندلفت : مشعل القناديل (دوكانج) وجمعها قندلفتية. وخادم الكنيسة (بوشر، همبرت ص151، محيط المحيط، براتنباخ ص115 ق وهو يكتبها كندلوشت وترجمها إلى الألمانية بكلمةglockner ).»